# Deniliquin
Deniliquin est une ville australienne de la Riverina, siège du conseil de la rivière Edward, située dans l'État de Nouvelle-Galles du Sud. En 2016, la population s'élevait à 7 862 habitants.

## Géographie
S'élevant à l'altitude de 93 m, la ville est située dans le sud-est de la Nouvelle-Galles du Sud, près de la frontière avec l'État de Victoria, à 720 km au sud-est de Sydney et à 285 km au nord de Melbourne. La ville est coupée en deux par la rivière Edward, un des bras du Murray.

## Histoire
Avant l'arrivée des Européens, la région était occupée par les aborigènes Barapa Baraba.
En 1843, l'entrepreneur Benjamin Boyd acheta des terrains dans le voisinage de la ville actuelle. L'endroit était connu à l'époque sous le nom de The Sandhills (« Les dunes ») mais Boyd appela l'endroit Deniliquin du nom de Denilakoon, un aborigène de la région célèbre pour ses capacités à la lutte. Une auberge et un bac furent construits dans les années 1845 à 1847 et la région placée sous le contrôle britannique en 1848.
Comme Deniliquin était située au point de convergence de la plupart des routes pour les bestiaux en provenance du Queensland, de la Nouvelle-Galles du Sud et du Victoria, la ville devint un important point de passage sur la rivière Edward, une anabranche du fleuve Murray et le premier pont fut construit sur le fleuve en 1861. Une voie de chemin de fer fut construite en 1879 pour relier la ville à Moama, et au port d'Echuca relié à Melbourne par le rail.
Le 16 décembre 1868, la ville de Deniliquin est érigée en municipalité qui devient le conseil de Deniliquin. Le 12 mai 2016, ce dernier fusionne avec le comté de Conargo pour former la zone d'administration locale du conseil de la rivière Edward dont Deniliquin devient le siège.

## Économie
L'économie de la ville est basée sur l'agriculture avec la production de riz, de laine et de bois.

## Personnalités liées à ville
- Hugh Orr (1878-1946), joueur de rugby à XV écossais.